# Geraldas e Avencas - Trilha Sonora Original de Zeca Baleiro
Geraldas e Avencas - Trilha Sonora Original de Zeca Baleiro é um disco do cantor e compositor maranhense Zeca Baleiro.
Lançado em 2008 sob o selo Saravá Discos, o álbum traz 14 músicas compostas pelo Zeca Baleiro especialmente para a trilha sonora do espetáculo de dança Geraldas e Avencas apresentado pelo Grupo de Dança 1º Ato, de Belo Horizonte e que tem como mote a plastificação, a padronização e a discussão em torno da ditadura da estética da beleza.

## Faixas
01 Desfile 

02 Fotos / Quedas 

03 Dez Passos 

04 Por Um Fio 

05 Sai 

06 Quem Não Samba Chora 

07 Linha do Tempo 

08 Ilhas 

09 Turbinada 

10 Artifícios 

11 Anjo 

12 Memória 

13 Xote No Edifício 

14 Flor No Quintal